# Aloha from Hell
Aloha From Hell — молодая группа из Германии, популярная в Японии и пользующаяся успехом в Испании, Чехии, Франции, России и Польше. Группа распалась летом 2010 года. В данный момент Felix и Moo Keith в группе Toxic. А Vivien начала сольную карьеру.

## Участники Группы
- Вивьен «Виви» Бауэршмидт (Vivien «Vivi» Bauernschmidt): вокал
- Мориц «Мо» Кит (Moritz «Moo» Keith): гитара
- Андреас «Энди» Герхард (Andreas «Andy» Gerhard): гитара
- Максимилиан «Макс» Форман (Maximilian «Max» Forman): бас-гитара
- Феликс «Фели» Кит (Felix «Feli» Keith): барабаны

## История
ALOHA FROM HELL это пять молодых музыкантов из Ашаффенбурга, Германия. Солистка Виви познакомилась с братьями Фели и Мо в детском саду, позже они познакомились в музыкальной школе с другими участниками будущей группы — Максом и Энди. Ребята быстро нашли общий язык и решили музицировать вместе. В 2007 году Aloha From Hell принимают участие в конкурсе журнала Bravo, который выигрывают и получают контракт с лейблом Sony. В мае 2008 группа выпускает свой первый сингл «Don’t gimme that», который оказывается на 30 месте немецких и на 11 месте австрийских чартов. Именно с этим синглом группа выступила впервые перед 6 миллионной толпой на Bravo Supershow. С тех пор группа стала активно выступать на разнообразных фестивалях в разных точках своей родины. В 2009 году группа впервые едет за границу — в Чехию, где выступает на Andel Awards(Самая крупная музыкальная премия в Чехии). Но нигде группа не стала так популярна как в Японии, весной их дебютный клип Don’t gimme that занял третье место в чартах. За этот год группа 3 раза посещала страну восходящего солнца, в которой пробыла около трёх недель. Это время они потратили на интервью, фотосессии и промо, выступили на самом крупнейшем фестивале и дала свой сольный концерт, кроме того в Токио проходили съёмки четвёртого клипа группы — «Can you hear me boys». Летом 2009 группа дала 3 концерта во Франции, один в Бельгии и ещё один Англии. В начале декабря группа выступила в Греции на «MTV Day», где была с огромным успехом встречена у публики.
Кроме Германии, дебютный альбом группы продаётся также в Австрии, Швейцарии, России, Франции, Японии (в двух версиях, одна из которых была создана специально для японских фанатов), Греции, Финляндии, Испании.

## Дискография

### Альбомы
- «No More Days To Waste» 16.01.2009

### Синглы
- «Don’t Gimme That» 06.06.2008
- «Walk Away» 14.11.2008
- «No more Days to Waste» 03.04.2009
- «Can you hear me Boys» 10.07.2009
- «I Hate War» feat. Manu

## Награды и номинации
- 2009
  - Премия Comet 2009 за «Лучший старт».
  - Премия Radio Galaxy «Лучший новый исполнитель».
- 2008
  - Премия Golden Bravo Otto за «Открытие года».
  - Премия Bayerischer Musiklöwe (Баварский музыкальный лев).
  - Номинация Jetix Kids Awards за «Открытие года».